# Torre Bianca (Torre di Londra)
La Torre Bianca (in inglese: White Tower) è la torre centrale, l'antico dongione della Torre di Londra. Venne costruita su ordine di Guglielmo il Conquistatore negli anni '80 dell'XI secolo e successivamente estesa. La Torre Bianca era il punto più forte a livello militare dell'intero complesso della torre di Londra e ospitava gli appartamenti del re e dei suoi rappresentanti, oltre a una cappella. Enrico III d'Inghilterra la fece sbiancare nel 1240, da cui l'attuale nome.

## Storia

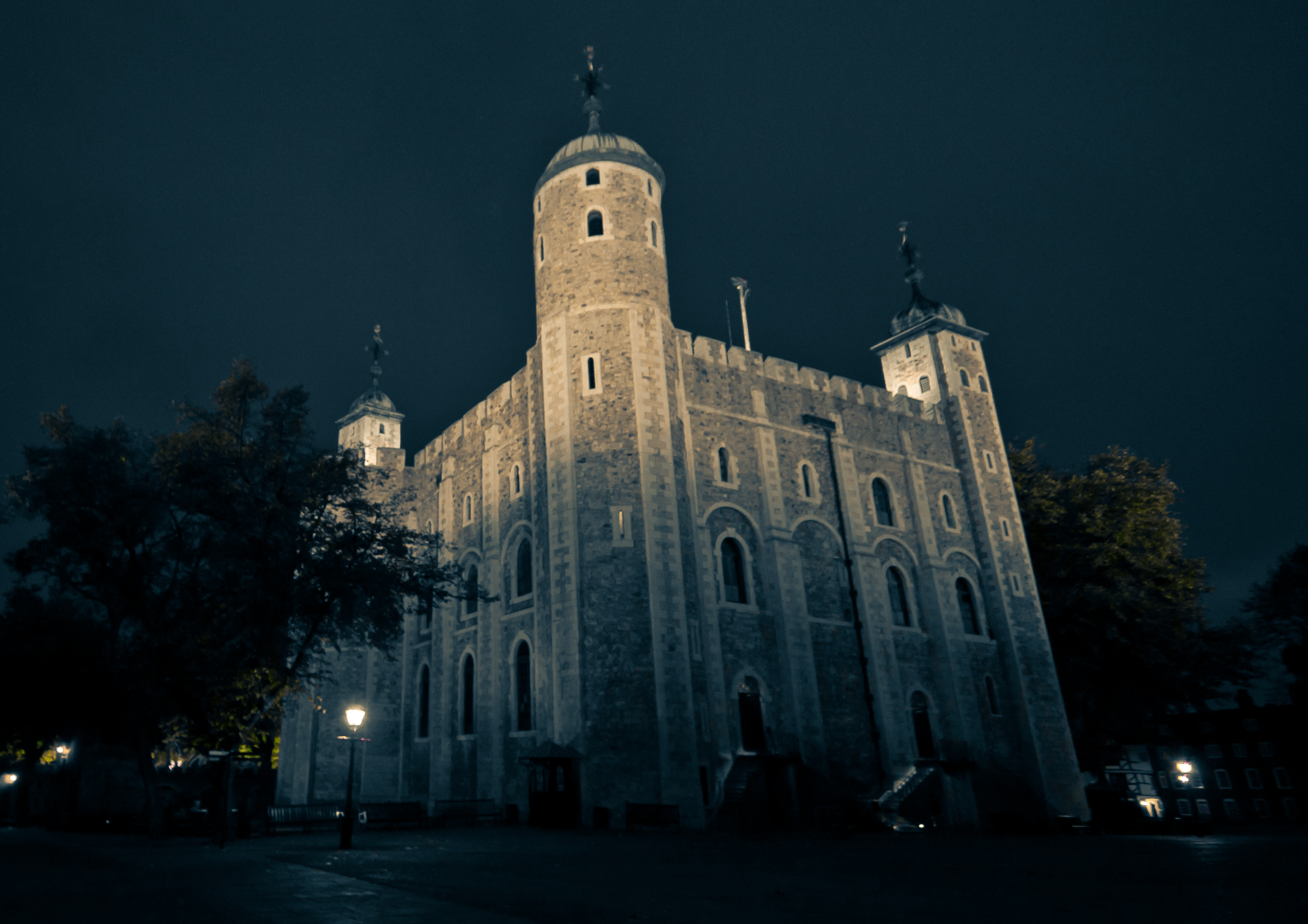
Foto notturna della Torre Bianca.

Il castello che successivamente divenne noto come Torre di Londra venne iniziato dalle fondamenta da Guglielmo il Conquistatore nel 1066, e costruito in legno, circondato da una palizzata acuminata. Nel decennio successivo iniziarono i lavori di costruzione della Torre Bianca, una grande torre di pietra che ancora oggi domina l'intero castello. La data di fondazione precisa della Torre Bianca è sconosciuta, e non si sa nemmeno quanto siano durati i lavori per la sua costruzione. Tradizionalmente si ritiene che i lavori siano iniziati nel 1078 dal momento che il Textus Roffensis ascrive a quell'anno il fatto che Gandolfo, vescovo di Rochester, venne nominato a sovrintendere i lavori da Guglielmo il Conquistatore. Dendrocronologicamente la costruzione della torre pare sia iniziata effettivamente nel 1075–1079. I risultati archeologici suggeriscono che vi fu una pausa nella costruzione tra il 1080 ed il 1090-1093, anche se non se ne conoscono i motivi. Gandolfo ad ogni modo fece ben più che sovrintendere ai lavori dal momento che era egli stesso un architetto dotato (il castello e la cattedrale della sua sede episcopale erano stati ricostruiti sotto i suoi auspici). Come il principale tra i castelli della capitale britannica, la Torre di Londra venne concepito sin dal principio come una costruzione regia e sicuramente era uno dei più grandi della cristianità all'epoca della sua costruzione.
La Torre Bianca aveva diverse funzioni. Oltre ad essere il punto più difendibile dell'intero castello e il più fortificato, forniva le stanze necessarie per il re e per i suoi rappresentanti. Nell'architettura normanna dell'epoca, il dongione di un castello era il simbolo del potere di un signore e se questo era il sovrano la struttura doveva apparire quanto più imponente. La Torre Bianca venne probabilmente completata attorno al 1100 quando già venne utilizzata per imprigionarvi Rainulfo Flambard, vescovo di Durham. Fu probabilmente durante il regno di Enrico II d'Inghilterra (1154–1189) che vennero costruite ulteriori difese presso l'entrata del complesso, ma queste non sono sopravvissute sino ai nostri giorni. Le relazioni che Enrico III ebbe coi baroni del suo regno non furono semplici e tra gli anni '20 e '30 del Duecento, pensò di migliorare le difese del suo castello in caso di bisogno. Pur non concludendo i lavori durante la sua vita, fu in grado di estendere il castello a nord e ad est, costruendo una nuova cerchia di mura attorno al complesso. La Torre Bianca venne quindi circondata da una galleria di legno per proteggerla meglio e per meglio difendere la base della torre dal momento che da questo luogo era possibile gettare dell'olio bollente. Enrico si occupò attivamente della Torre Bianca dando ordine di sbiancarne le pietre e dandole il nome caratteristico che ha tutt'oggi. Nel marzo del 1240 il responsabile del castello ottenne tale ordine dal sovrano. Quest'ordine del sovrano è facilmente spiegabile con la moda in uso in Europa nella medesima epoca che prevedeva di dipingere di bianco gli edifici più prestigiosi. Aggiunse inoltre delle decorazioni alla cappella del castello con delle vetrate istoriate, delle statue e degli affreschi.

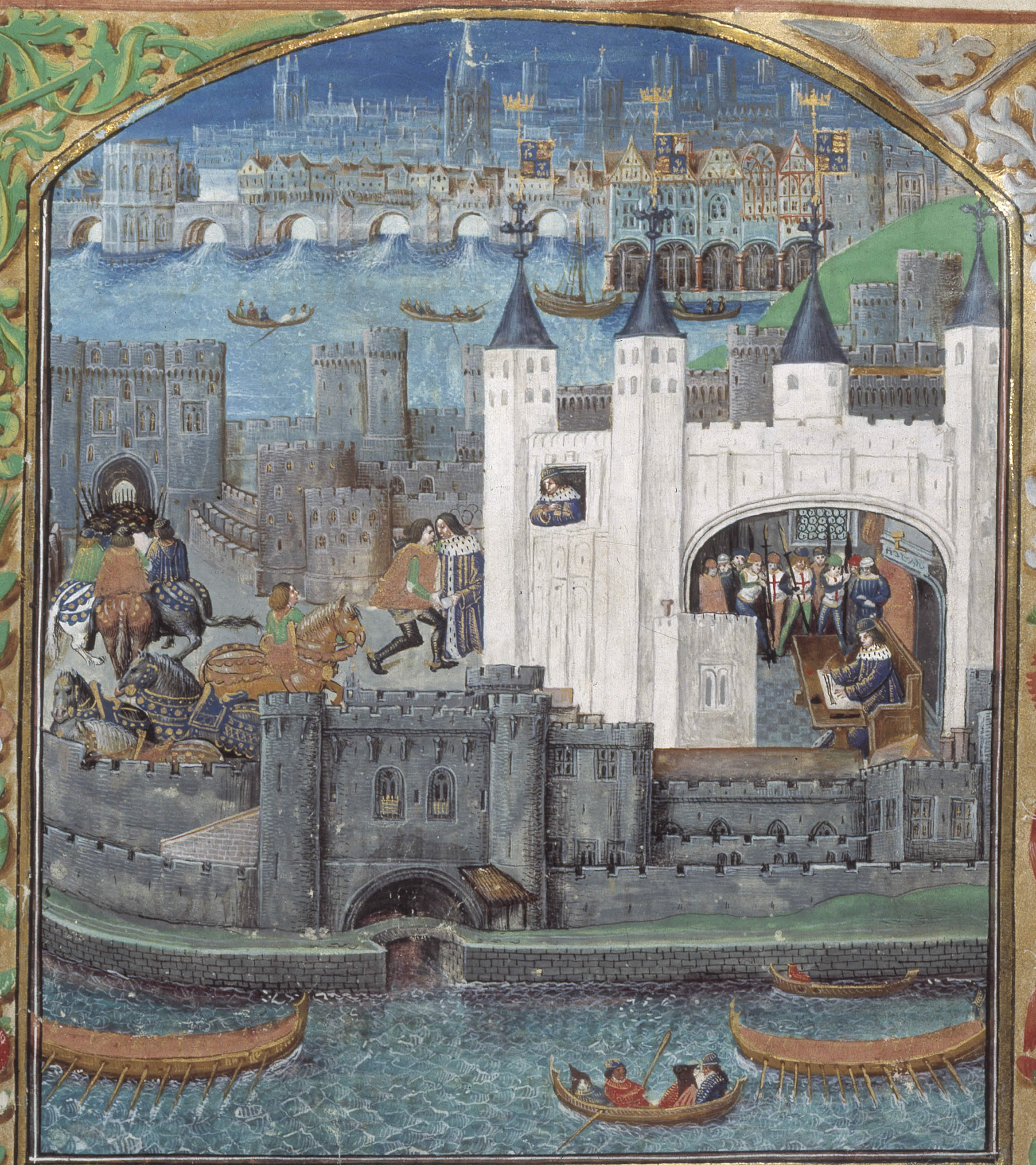
La torre nel XV secolo in un manoscritto di poesie di Carlo di Valois-Orléans (1394–1465) per commemorare il periodo in cui fu imprigionato nella struttura. (British Library).

L'attività del castello entrò in crisi all'inizio del XIV secolo. Anche se la Torre di Londra veniva occasionalmente utilizzata ancora come residenza, dagli anni '20 del Trecento la cappella era utilizzata ormai come archivio.
I registri vennero rimossi temporaneamente dalla Torre Bianca nel 1360 per fare spazio al re di Francia, Giovanni II, durante la sua prigionia in Inghilterra. Fu probabilmente durante il regno di Edoardo III (1327–1377) che sul sito venne costruita un'ulteriore costruzione a sud dell'attuale torre con funzione di magazzino, e che è ricordata ancora nei mappali del 1597 e del 1717, ma che oggi è scomparsa.
Riccardo II d'Inghilterra venne imprigionato nella Torre di Londra e qui abdicò nel 1399; secondo la tradizione l'evento ebbe luogo nella Torre Bianca. Nell'ultimo decennio del Quattrocento venne aggiunto un nuovo piano alla Torre Bianca, creando ulteriore spazio come magazzino. A livello architettonico oltre alla Torre Bianca non rimangono oggi tracce delle costruzioni ad essa accessorie che pure sono chiaramente visibili nella miniatura cinquecentesca che mostra la prigionia di Carlo, duca di Orléans e che ancora si potevano rintracciare nel mappale del 1597. Vennero demolite nel 1674. Il 17 giugno di quell'anno, nel corso delle operazioni di demolizione, vennero scoperte delle ossa appartenenti a due bambini sotto le scale di questa costruzione e si pensa potessero appartenere ai due principi rinchiusi nella torre a suo tempo. I resti vennero sepolti degnamente nell'abbazia di Westminster. Quella dei due principi è una delle peggiori legate alla Torre Bianca: dopo la morte di Edoardo IV suo figlio dodicenne venne proclamato re col nome di Edoardo V, ma non venne mai incoronato. Riccardo, duca di Gloucester venne nominato Lord Protettore dal momento che il principe era troppo giovane per governare autonomamente. Edoardo venne confinato nella Torre Bianca assieme al fratello minore, Riccardo. Il duca di Gloucester venne quindi proclamato re Riccardo III nel luglio del 1483. Appena un mese prima i due principi erano stati visti in pubblico vivi per l'ultima volta; i due si disse che furono assassinati sul finire dell'estate del 1483.
Durante l'epoca Tudor, la scienza delle fortificazioni era cambiata a fronte dell'introduzione dell'artiglieria. Malgrado ciò la torre di Londra non si dotò di moderni bastioni angolari anche se vennero adottati dei cannoni per la difesa della struttura che imposero la creazione di piattaforme per l'artiglieria. Il peso dei cannoni, ad ogni modo, danneggiò il tetto della struttura che dovette quindi essere rinforzato. Un uso documentato dei cannoni della torre fu durante la rivolta di Wyatt nel 1554 ma diedero prova di non essere efficaci. La Torre Bianca continuò ad essere deposto di armi sino al XVII secolo, ma funse perlopiù da magazzino. Negli anni '60 del Cinquecento nella Torre Bianca, per ordine di Elisabetta I (1558–1603) vennero create due armerie e negli scantinati venne stoccata la polvere da sparo della fortezza. Dalla fine del XVI secolo il castello divenne perlopiù un'attrazione turistica aperta al pubblico. Ad ogni modo anche il ruolo come magazzino di fatti peggiorò la situazione già precaria della struttura che dovette essere rinforzata in più punti. Nel 1636 venne aperto un foro nelle mura nord della Torre Bianca per consentire l'arrivo più semplice delle provviste. Nel 1639–1640 la Torre Bianca subì pesanti restauri con sostituzione delle pietre esterne.
Nel 1640 Carlo I ordinò che la torre di Londra venisse preparata per eventuali conflitti e pertanto fece ricostruire piattaforme atte ad ospitare 21 cannoni sopra la cima del torrione oltre allo spazio per tre mortai. Malgrado le nuove difese approntate, i parlamentari riuscirono a catturare la fortezza senza che i cannoni fossero utilizzati. Nel gennaio del 1642, Carlo I tentò di arrestare cinque membri del parlamento, ma quando questa operazione fallì, il parlamento si vendicò facendo rimuovere sir John Byron, luogotenente della torre. Le stesse guardie della torre cambiarono bandiera e si schierarono a favore del parlamento, assieme ai cittadini di Londra che bloccarono la torre. Col permesso del re, Byron lasciò il suo posto alla Torre. Il parlamento rimpiazzò Byron con un uomo di fiducia, sir John Conyers. Quando scoppiò la guerra civile nel novembre del 1642, la Torre Bianca era già sotto il controllo del parlamento. Dal 1657 l'intera struttura era utilizzata come deposito per la polvere da sparo, ad eccezione della cappella. Il conservare nello stesso posto i documenti del parlamento e della polvere da sparo non era una scelta ideale e vi furono ripetute richieste nel 1620, nel 1718 e nel 1832 per spostare la polvere da sparo altrove, ma senza successo.

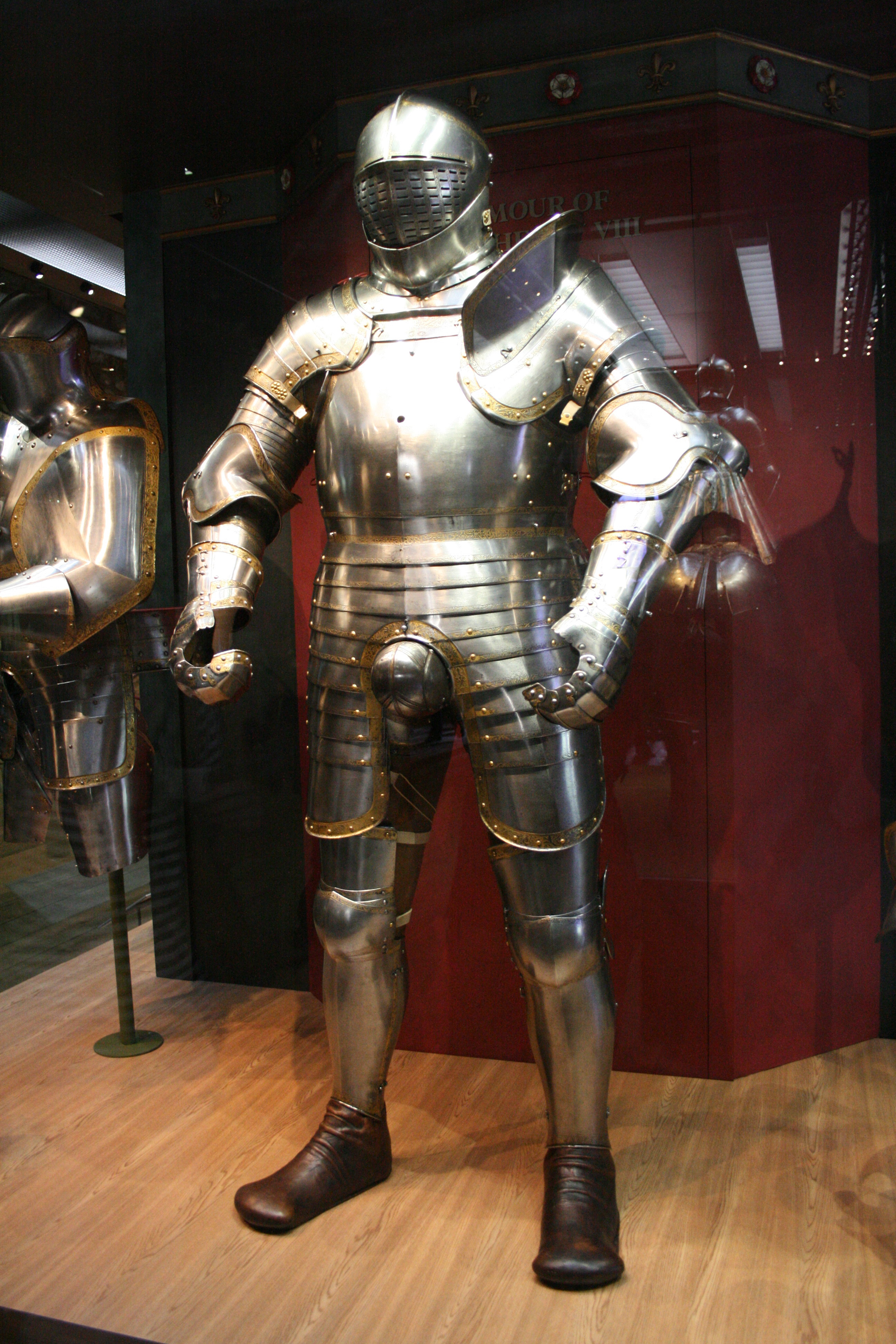
Le Royal Armouries si trovano ancora nella Torre Bianca. Quest'armatura appartenne a Enrico VIII.

Dal 1661 venne approntato un piano per distruggere ogni edificio per 6 metri attorno al perimetro della Torre Bianca per salvaguardia al materiale infiammabile contenuto al suo interno, ma nulla venne fatto sino al grande incendio di Londra del 1666. Durante l'incendio si temette fortemente che le fiamme potessero giungere sino alla Torre Bianca e per questo vennero presi dei provvedimenti. Negli anni successivi venne costruito un muro di protezione attorno alla torre e negli anni '70 del medesimo secolo vennero condotti dei restauri alla facciata. Venne inoltre aggiunta una scalinata alla facciata sud, permettendo un accesso diretto dall'esterno ai registri conservati nell'ex cappella, avendo ormai la struttura perso ogni suo ruolo bellico.
Mentre la Torre di Londra venne aperta ai visitatori per secoli, per l'apertura al pubblico della Torre Bianca si dovette attendere sino al XIX secolo. Nel 1825, la struttura conobbe delle aggiunte in stile neogotico inglese con l'intento di farne un museo. Sul finire del secolo vi vennero poste in mostra i prodotti dell'armeria reale del periodo Tudor. A metà Ottocento, su incoraggiamento del principe Alberto, Anthony Salvin iniziò un programma di restauro sistematico dell'intero castello. Nel 1858 il tetto della Torre Bianca venne completamente rinforzato con putrelle di ferro. Il 26 gennaio 1885 una bomba gettata contro la Torre Bianca danneggiò alcune opere esposte.
Il tetto e le torrette della struttura conobbero nuovi restauri negli anni '60 e '70 del Novecento e vennero riaperte le aperture originarie. Nel 1974 un'esplosione nella Mortar Room della Torre Bianca uccise una persona e ne ferì altre 35. Non venne trovato nessun colpevole per il fatto, ma le indagini della polizia indicarono l'IRA come possibile responsabile. Nel 1988, la Torre di Londra venne aggiunta ai beni dell'UNESCO. Attualmente la Torre si trova sotto la cura di Historic Royal Palaces che tra il 2008 ed il 2011 ha destinato 2.000.000 di sterline per la manutenzione della struttura, in particolare per la rimozione degli effetti dello smog sulle mura esterne.

## L'architettura

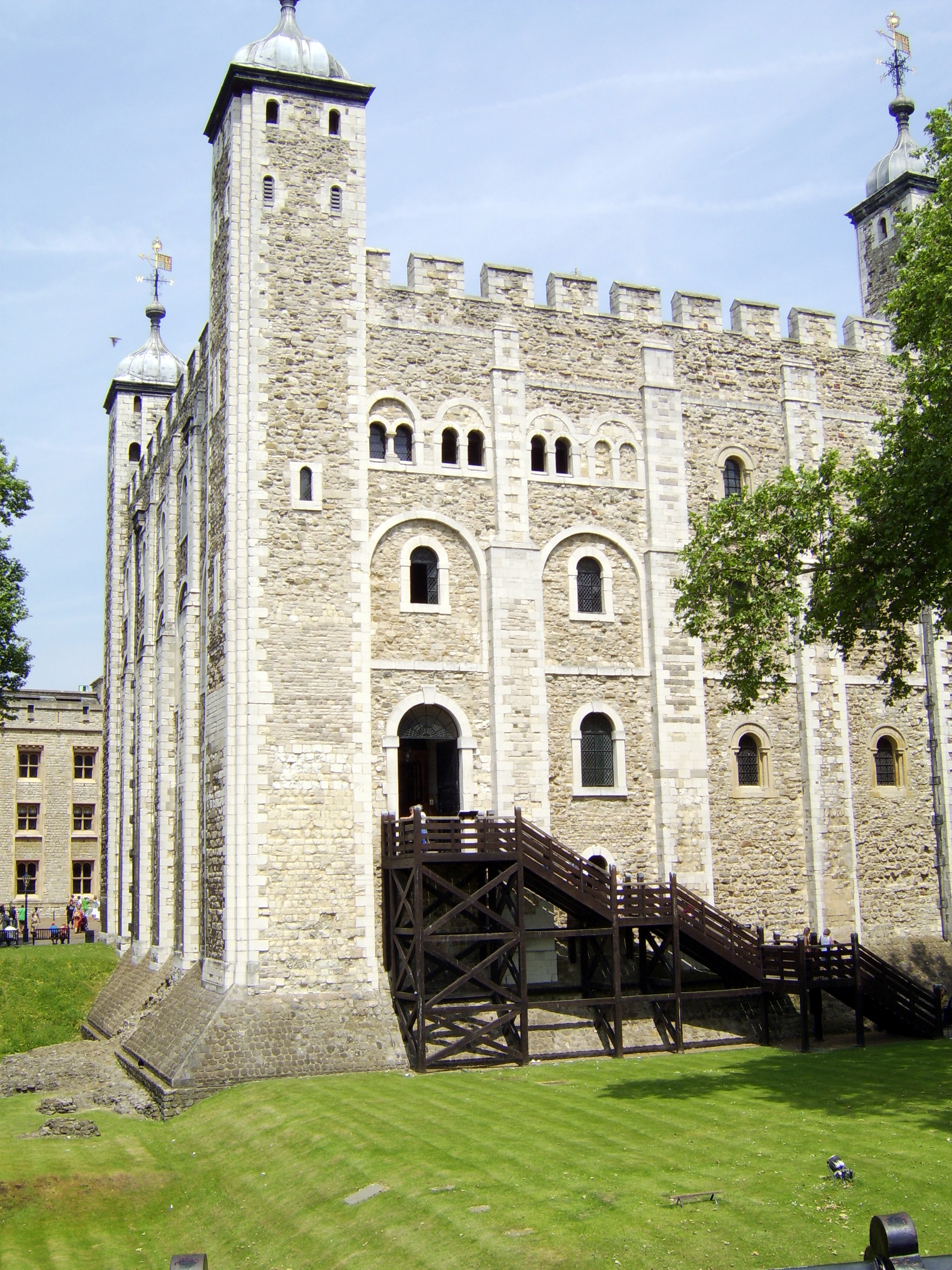
L'entrata originaria della Torre Bianca si trovava a livello del primo piano.

La Torre Bianca è sostanzialmente un dongione, un mastio, la struttura più solida e importante di un castello. Secondo lo storico militare Allen Brown, "La grande torre [la Torre Bianca], in virtù della sua possanza, della sua maestà e dei suoi quartieri signorili, può essere considerata il dongione per eccellenza nell'architettura medievale. Indubbiamente una delle prigioni più vaste di tutto il mondo cristiano, la Torre Bianca è stata descritta anche come "il più completo palazzo dell'XI secolo in Europa". L'influenza del progetto della Torre Bianca appare ancora oggi incerto. I magnati del nord della Francia costruivano strutture in pietra dal IX secolo, ma nessuna sembra avere caratteristiche fisse. Probabilmente il castello di Ivry-la-Bataille, costruito attorno all'anno 1000, è quello che può aver maggiormente influenzato la forma della Torre Bianca. Allen Brown e P. Curnow suggeriscono invece una certa influenza mutuata dal castello di Rouen, risalente al X secolo, appartenente ai duchi di Normandia.
Sul lato ovest si trovano delle torri quadrangolari, mentre a nordest si trova una torre rotonda con scalinate a spirale. Nell'angolo sudest si trova una proiezione semicircolare che accoglie l'abside della cappella del castello. Il dongione misura quindi in tutto 36 x 32 metri e raggiunge i 27 di altezza. La struttura disponeva originariamente di tre piani, mentre l'entrata era posta sopra il piano terra (tipico delle fortezze normanne) ed era accessibile solo grazie ad una scala di legno che poteva essere facilmente rimossa in caso di attacco nemico. L'interno disponeva nel contempo di tutti i comfort necessari: aveva latrine con scarichi murati e un sistema di camini riscaldava gli ambienti.
I materiali principali della costruzione sono la pietra del Kent ed argillite locale. Anche se ad oggi ben poco sopravvive dell'originaria pietra di Caen importata dalla Francia settentrionale per la facciata, tra XVII e XVIII secolo i dettagli mancanti vennero sostituiti da pietra di Portland con lavori sotto la direzione dell'architetto Inigo Jones. Le finestre della torre vennero allargate nel XVIII secolo e solo due finestre originarie sul muro sud della struttura.

### Interno
Malgrado la presenza di mappe spesso complete, vi sono dei dubbi sul ruolo delle singole stanze nella torre. Ciascun piano disponeva di tre stanze, le più larghe ad ovest, le più piccole a nordest, oltre alla cappelle che occupava l'entrata e i piani superiori a sudest. Come era in uso presso la maggior parte delle fortezze dell'epoca, il piano terra era usato come magazzino. Una delle stanze conteneva un pozzo. Oggi questa parte del torrione risale ai rimaneggiamenti del XVIII secolo quando il pavimento venne abbassato al livello preesistente e le volte in legno rimpiazzate da controparti in mattoni. Il solo accesso al piano terra è tramite la scalinata interna della torretta a nordest.
Il piano di entrata era quello in uso probabilmente al conestabile della torre e ad altri importanti ufficiali. L'entrata sud venne chiusa nel corso del XVIII secolo e venne riaperta solo nel 1973. La cripta della cappella di san Giovanni occupava il lato sudest del piano terra ed era accessibile solo internamente. Nella cripta, nel muro nord, si trova una nicchia che secondo lo storico Geoffrey Parnell, unitamente all'assenza di finestre, agli accessi ristretti ed allo spessore delle mura, il luogo doveva essere utilizzato per conservare il tesoro reale e importanti documenti del sovrano.
Il lato nord conteneva un salone ad ovest e una camera sul lato est, entrambe circondate da una galleria ricavata nelle mura e dalla cappella di san Giovanni sul lato sudest. L'ultimo piano venne aggiunto nel XV secolo assieme all'attuale tetto. L'assenza di amenità domestiche come camini in quest'area suggeriscono ad ogni modo che venisse utilizzata come magazzino. Nel XVII secolo vennero installate delle cisterne di piombo sul tetto della Torre Bianca.
La Torre Bianca, storicamente, ospitò almeno due armerie reali. La Horse Armoury, collocato sul lato nord venne costruita nel 1825. Da qui una scala di legno conduceva alla Queen Elizabeth's Armoury.

### La cappella di San Giovanni

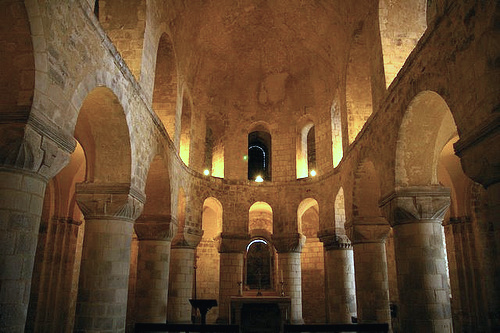
La cappella di San Giovanni all'interno della Torre Bianca.

La proiezione semicircolare del lato sudest ospita tutt'oggi la cappella di san Giovanni e l'unica altra struttura di difesa che presenti questa particolarità in Inghilterra è il castello di Colchester, La cappella ad ogni modo non era sicuramente parte del disegno originario della torre dal momento che la proiezione assiale venne costruita esternamente rispetto ai muri di fondamento del complesso. La cappella appare attualmente disadorna ma probabilmente doveva essere riccamente decorata in epoca normanna. Nel XIII secolo, durante il regno di Enrico III, si sa per certo che la cappella era dipinta con croci dorate e con vetrate istoriate e dipinte con storie della Vergine Maria e della Santissima Trinità.